# 9 Dywizja Grenadierów Ludowych
9 Dywizja Grenadierów Ludowych (niem. 9. Volksgrenadier-Division) – niemiecka dywizja grenadierów ludowych.
Utworzona w październiku 1944 roku z 584 Dywizji Grenadierów Ludowych i resztek 9 Dywizji Piechoty. W składzie 7 Armii (Grupa Armii B) dywizja brała udział w ofensywie w Ardenach. W trakcie walk podniosła ciężkie starty, od kwietnia 1945 roku pozostałości dywizji w postaci sztabu podlegały XIII Korpusowi SS, wraz z którym dostały się do niewoli amerykańskiej w górach Eifel 30 kwietnia.

## Skład
- Grenadier-Regiment 36 (36 Pułk Grenadierów)
- Grenadier-Regiment 57 (57 Pułk Grenadierów)
- Grenadier-Regiment 116 (116 Pułk Grenadierów)
- Artillerie-Regiment 9 (9 Pułk Artylerii)
- Divisions-Einheiten 9 (jednostki dywizyjne o numerze 9.)